# Johan Christian Bonne
Johan Christian Bonne (16. august 1815 – 11. juni 1906) var en dansk justitsråd, proprietær og politiker.
Bonne havde gården Gammellund i Øster Assels på Mors.
1858-1864 sad han i Folketinget, hvor han sluttede sig til De Nationalliberale. Han var valgt i Nykøbing Mors-kredsen. 1866-1878 og 1880-1886 sad han i Landstinget, valgt i 8. kreds. I den senere del af sin politiske karriere sluttede han sig til Højrepartiet.
Bonne blev formand for den kommission, der blev nedsat 27. april 1883 med det formål at opgøre de skader, som oversvømmelsen af Limfjordskysterne havde bevirket.